# Mayra De Gracia
Mayra De Gracia (nombre completo: Mayra Monica Eugenia De Gracia Pérez; nacida el 27 de agosto de 1998 en Ciudad de Panamá) es una escritora panameña y la primera bestseller de novelas románticas en Panamá. Es autora de la serie Los Jaded Boys y de la novela Una Navidad en Boquete, ambientada en el interior del país. En 2025, fue seleccionada por Forbes Centroamérica como parte de su lista 30 Under 30, que reconoce a jóvenes líderes destacados en la región. Es la primera autora panameña en aparecer en la lista.

## Biografía
Cursó estudios en el Colegio Javier entre 2002 y 2012, obtuvo el título de Bachiller en Letras en 2016. Posteriormente estudió Periodismo en la Universidad de Panamá, entre 2017 y 2020. Durante ese periodo participó en concursos de redacción y presentó una tesis en 2021 sobre sitios web informativos graduándose con honores en 2022. 
Trabajó como redactora y editora digital en su propio sitio de entretenimiento entre 2016 y 2020. También ha trabajado en el ámbito del marketing digital, con especialización en posicionamiento web. Ha participado en la producción y actuado en proyectos teatrales, cortometrajes y videos musicales. Además, ganó el concurso de la marca de maquillaje Cyzone No Limits 2018 donde representó a Panamá en el 2018 en Santiago de Chile.
Durante su infancia y adolescencia, pasó sus veranos en Chitré, provincia de Herrera, donde comenzó a escribir sus primeras historias. A los doce años participó en el concurso de literatura infantil Medio Pollito, organizado por el entonces Instituto Nacional de Cultura (INAC) cuando estaba en sexto grado. Publicó su primera novela en 2020 a los veintiún años.
En 2023 y 2024 fue invitada a la Feria Internacional del Libro de Panamá. También participó en la primera Feria de Literatura Juvenil organizada por la Biblioteca de Boquete en 2024. En 2025, fue incluida en la lista Forbes 30 Under 30, convirtiéndose en la primera autora panameña en recibir dicho reconocimiento.

## Carrera literaria
Debutó en 2020 con la novela Just Business (Solo Negocios). Ese mismo año participó en la primera antología de romance Cuando el amor nos conecta, publicada en el 2021 en Panamá. En 2022 lanzó la serie Los Jaded Boys, compuesta por seis libros planeados y centrada en una boyband ficticia. Hasta la fecha ha publicado tres títulos de la saga:
- The Boyband Reconnection (2022)
- The Boyband Correspondence (2023)
- The Boyband Disconnection (2024)

Sus obras han sido distribuidas tanto en inglés como en español en formato físico y digital en países como Panamá, Estados Unidos, Brasil, México, España, Reino Unido y Canadá.
Actualmente trabaja en la primera novela navideña panameña Una Navidad en Boquete (2025), una comedia romántica ambientada en la provincia de Chiriquí.
El 7 de julio de 2025, Mayra fue incluida en la primera lista Forbes 30 Under 30 Centroamérica por su impacto en la literatura de romance panameña y el alcance internacional de sus libros en la categoría de Ciencia, Educación e Industrias Creativas.

## Temas y estilo
Sus historias abordan temas como las relaciones personales, la vida digital, la cultura pop y la música, desde una perspectiva fresca y emocional. A lo largo de su obra, Mayra De Gracia ha explorado asuntos como la fama, la salud mental, los conflictos familiares, las segundas oportunidades y las dinámicas en la industria musical, siempre desde la mirada de mujeres jóvenes que resuenan con la experiencia fangirl. Uno de sus objetivos principales es dar visibilidad a Panamá en la literatura contemporánea, integrando su identidad cultural en historias con proyección internacional.

## Obras destacadas
- Just Business: Solo Negocios (2020)
- The Boyband Reconnection (2022) – Jaded Boys #1
- The Boyband Correspondence (2023) – Jaded Boys #2
- The Boyband Disconnection (2024) – Jaded Boys #3
- Una Navidad en Boquete (prevista para 2025)